# Wissen 4.1 - Die Experten
Wissen 4.1 - Die Experten ist eine deutsche TV-Talkshow, die auf Welt der Wunder TV ausgestrahlt wird. Die Erstausstrahlung der beiden Pilot-Folgen fand am 4. Juli 2019 um 21:15 Uhr sowie am 11. Juli 2019 ebenfalls um 21:15 Uhr auf Welt der Wunder TV statt. 
Seit dem 4. Dezember 2020 gibt es keine neuen Folgen mehr.

## Beschreibung
Das Konzept der Talkshow sieht vor, Menschen mit besonderen Lebenswegen und Erfolgsstrategien im Rahmen einer Talkshow vorzustellen. Moderator der Sendung ist Hendrik Hey, Produzent die Aachener Film- und TV-Produktionsfirma Mineworks Film und hergestellt werden die Folgen in den Voss TV Ateliers in Düsseldorf. Die Länge der einzelnen Folgen beträgt netto (ohne Werbung) circa 47 min. und brutto (mit Werbung) circa 60 min.
Ab dem 4. Juli 2019 wird die Talkshow regelmäßig donnerstags um 21:15 Uhr und die Wiederholung der Sendung montags um 22:15 Uhr auf Welt der Wunder über Satellit (Astra 19,2° Ost) sowie über Kabel in Deutschland und Österreich und Livestream im Internet ausgestrahlt. Die Sendezeiten über Kabel in der Schweiz weichen davon ab.